# Narses (chefe dos suprimentos)
Narses (em persa médio: nrshy; romaniz.: Narseh; em parta: nryshw; em grego clássico: Ναρσής; romaniz.: Narsés) foi oficial persa do século III, ativo no reinado do xá Sapor I (r. 240–270).

## Nome
Narses é a forma helenizada e latinizada do nome. Em armênio, ocorre como Nerses. A atestação mais antiga do nome ocorre nos Feitos do Divino Sapor, uma inscrição trilíngue do reinado do xainxá sassânida Sapor I (r. 240–270). Em parta é registrado como Narsēs e em pálavi como Narsē. O nome deriva do avéstico Nairyō saŋha-, que literalmente significa "o de muitos discursos", ou seja, o mensageiro divino.

## Vida
Narses é conhecido apenas a partir da inscrição Feitos do Divino Sapor de acordo com a qual era chefe dos suprimentos (grastbed em persa e parta, του επι της αννώνης em grego). Aparece na lista de dignitários da corte e está classificado na quadragésima quinta posição dentre os 67 dignitários.